# Nội chiến Angola
Nội chiến Angola (tiếng Bồ Đào Nha: Guerra civil angolana) là một cuộc xung đột quân sự lớn ở quốc gia châu Phi Angola, bắt đầu từ năm 1975 và tiếp tục, với một số giai đoạn hòa bình xen kẽ, cho đến năm 2002. Cuộc chiến tranh bắt đầu ngay lập tức sau khi Angola trở thành quốc gia độc lập từ Bồ Đào Nha vào tháng năm 1975. Trước đó, một cuộc xung đột giải phóng thuộc địa, chiến tranh độc lập Angola (1961-1974), đã diễn ra. Cuộc nội chiến sau đó thực chất là một cuộc đấu tranh giành quyền lực giữa hai phong trào giải phóng dân tộc trước đây gồm Phong trào Nhân dân Giải phóng Angola và Liên minh Quốc gia vì sự Độc lập Toàn vẹn của Angola. Đồng thời, nội chiến Angola đã đóng vai trò là một chiến trường trong chiến tranh lạnh bởi sự tham gia quốc tế trực tiếp và gián tiếp quy mô lớn của các lực lượng đối lập nhau như Liên Xô, Cuba, Nam Phi và Hoa Kỳ mang tính chất xung đột lớn.
Phong trào Nhân dân Giải phóng Angola (MPLA) và Liên minh Quốc gia vì sự Độc lập Toàn vẹn của Angola (UNITA) có nguồn gốc khác nhau trong cơ cấu xã hội Angola và lãnh đạo hai bên mâu thuẫn nhau, mặc dù mục tiêu chung của họ kết thúc chế độ thuộc địa. Mặc dù cả hai có khuynh hướng xã hội chủ nghĩa nhưng mục đích huy động hỗ trợ quốc tế mà họ đặt ra là "chủ nghĩa Mác-Lênin" và "chống cộng", một cách tương ứng. Một phong trào thứ ba, Mặt trận Dân tộc Giải phóng Angola (FNLA), đã chiến đấu bên cạnh Phong trào Nhân dân Giải phóng Angola và Liên minh Quốc gia vì sự Độc lập Toàn vẹn của Angola trong cuộc chiến tranh giành độc lập và các cuộc xung đột giải phóng thuộc địa, đã hầu như không có vai trò lớn trong cuộc nội chiến. Ngoài ra còn có Mặt trận Giải phóng của Enclave Cabinda (FLEC), một hiệp hội của các nhóm chiến binh ly khai, chiến đấu cho nền độc lập của tỉnh Cabinda từ Angola.
Cuộc chiến 27 năm có thể được chia thành ba thời kỳ tranh đấu lớn - 1975-1991, 1992-1994, và 1998-2002 - bị phá vỡ bởi các thời kỳ hòa bình mong manh. MPLA cuối cùng đã đạt được chiến thắng trong năm 2002, hơn 500.000 người đã thiệt mạng và hơn một triệu người bị buộc phải di cư trong nội bộ đất nước. Cuộc chiến tranh tàn phá cơ sở hạ tầng của Angola và làm hư hại nghiêm trọng các dịch vụ công của quốc gia, các doanh nghiệp kinh tế, và các tổ chức tôn giáo.
Nội chiến Angola đáng chú ý do sự kết hợp của các động lực nội bộ mang tính bạo lực của các phe phái tại Angola và sự can thiệp của các nước lớn bên ngoài. Cuộc chiến tranh đã trở thành một cuộc đấu tranh giữa phe cộng sản và phe chống cộng trong Chiến tranh Lạnh, khi cả Liên Xô và Hoa Kỳ, cùng với các đồng minh của mình, cung cấp viện trợ quân sự đáng kể cho các bên trong cuộc xung đột. Hơn nữa, các cuộc xung đột tại Angola gắn liền với Chiến tranh Congo lần thứ hai tại Cộng hòa Dân chủ láng giềng Congo, cũng như với các cuộc chiến tại Namibia.